# Tasiocera gracilicornis
Tasiocera gracilicornis là một loài ruồi trong họ Limoniidae. Chúng phân bố ở miền Australasia.